# 突尼斯社会主义
突尼斯社会主义是突尼斯多个政党共同认同的一种政治理念。从突尼斯反对法国殖民统治的独立运动时期，到突尼斯革命，再到现在，社会主义在该国历史上始终发挥着一定作用。